# Natació als Jocs Olímpics d'estiu de 1992 - 50 metres lliures masculins
La prova masculina de 50 metres lliures als Jocs Olímpics d'estiu de 1992 va tenir lloc el 30 de juliol a les Piscines Bernat Picornell de Barcelona, Espanya.
La prova de 50 metres lliures masculins als Jocs Olímpics d'estiu de 1992 va tenir lloc el 30 de juliol a les Piscines Bernat Picornell de Barcelona.

## Rècords
Abans d'aquesta competició, els rècords mundials i olímpics existents eren els següents.
| Rècord mundial | Yang Wenyi (CHN)   | 24.98 | Canton, Xina        | 11 abril 1988 |
| Rècord olímpic | Kristin Otto (GDR) | 25.49 | Seül, Corea del Sud | setembre      |

Durant la competició es van establir els següents rècords:
| Data         | Ronda   | Nom             | Nacionalitat   | Temps | Rècord |
| ------------ | ------- | --------------- | -------------- | ----- | ------ |
| 30 de juliol | Final A | Alexandre Popov | Equip Unificat | 21.91 | RO     |

## Format de competició
La competició va consistir en dues rondes: eliminatòries i finals. Els nedadors amb els 8 millors temps a les eliminatòries van passar a la final A, on van competir pels 8 primers llocs. Els nedadors amb els següents 8 temps a les eliminatòries van nedar a la final B, per als llocs novè a setzè. Es van fer desempats quan va ser necessari per determinar l'avenç.

## Resultats

### Classificació
Regla: els vuit nedadors més ràpids avancen a la final A (Q), mentre que els vuit següents a la final B (q).
| #  | Heat | Carril | Nom                  | Nacionalitat                       | Temps | Notes |
| -- | ---- | ------ | -------------------- | ---------------------------------- | ----- | ----- |
| 1  | 8    | 4      | Alexander Popov      | Equip Unificat                     | 22.21 | Q     |
| 2  | 10   | 4      | Matt Biondi          | Estats Units                       | 22.32 | Q     |
| 3  | 9    | 4      | Tom Jager            | Estats Units                       | 22.45 | Q     |
| 4  | 10   | 1      | Gennadiy Prigoda     | Equip Unificat                     | 22.57 | Q     |
| 5  | 9    | 3      | Peter Williams       | Sud-àfrica                         | 22.65 | Q     |
| 6  | 9    | 6      | Christophe Kalfayan  | França                             | 22.70 | Q     |
| 6  | 9    | 5      | Nils Rudolph         | Alemanya                           | 22.70 | Q     |
| 8  | 10   | 5      | Mark Foster          | Gran Bretanya                      | 22.72 | Q     |
| 9  | 8    | 5      | Raimundas Mažuolis   | Lituània                           | 22.77 | q     |
| 10 | 9    | 2      | Mark Pinger          | Alemanya                           | 22.88 | q     |
| 11 | 10   | 3      | Pär Lindström        | Suècia                             | 22.92 | q     |
| 11 | 10   | 7      | René Gusperti        | Itàlia                             | 22.92 | q     |
| 13 | 8    | 3      | Darren Lange         | Austràlia                          | 23.01 | q     |
| 13 | 8    | 6      | Stéphan Caron        | França                             | 23.01 | q, WD |
| 15 | 8    | 2      | Gustavo Borges       | Brasil                             | 23.10 | q     |
| 15 | 10   | 2      | Angus Waddell        | Austràlia                          | 23.10 | q     |
| 17 | 8    | 7      | Dano Halsall         | Suïssa                             | 23.15 | q     |
| 18 | 8    | 8      | Krzysztof Cwalina    | Polònia                            | 23.20 |       |
| 19 | 10   | 6      | Mike Fibbens         | Gran Bretanya                      | 23.27 |       |
| 20 | 6    | 5      | Stavros Michaelides  | Xipre                              | 23.34 |       |
| 21 | 9    | 1      | Allan Murray         | Bahames                            | 23.35 |       |
| 22 | 9    | 8      | Darryl Cronjé        | Sud-àfrica                         | 23.39 |       |
| 23 | 1    | 6      | Mladen Kapor         | Participants Olímpics Independents | 23.42 |       |
| 24 | 7    | 2      | Ricardo Busquets     | Puerto Rico                        | 23.44 |       |
| 25 | 7    | 4      | Stéfan Voléry        | Suïssa                             | 23.47 |       |
| 26 | 7    | 5      | Nikos Paleokrassas   | Grècia                             | 23.51 |       |
| 27 | 7    | 8      | Rodrigo González     | Mèxic                              | 23.52 |       |
| 28 | 7    | 3      | Nikos Steliou        | Grècia                             | 23.55 |       |
| 29 | 10   | 8      | Franz Mortensen      | Dinamarca                          | 23.61 |       |
| 30 | 5    | 5      | Janne Blomqvist      | Finlàndia                          | 23.63 |       |
| 31 | 8    | 1      | Indrek Sei           | Estònia                            | 23.68 |       |
| 32 | 7    | 7      | Yoav Bruck           | Israel                             | 23.72 |       |
| 33 | 6    | 2      | Enrico Linscheer     | Surinam                            | 23.74 |       |
| 34 | 4    | 7      | Todd Torres          | Puerto Rico                        | 23.79 |       |
| 34 | 7    | 1      | Nicholas Sanders     | Nova Zelanda                       | 23.79 |       |
| 36 | 7    | 6      | Paulo Trindade       | Portugal                           | 23.81 |       |
| 37 | 6    | 1      | Mark Weldon          | Nova Zelanda                       | 23.87 |       |
| 37 | 6    | 4      | Mohamed El-Azoul     | Egipte                             | 23.87 |       |
| 39 | 6    | 3      | Michael Wright       | Hong Kong                          | 23.90 |       |
| 40 | 5    | 3      | Stephen Clarke       | Canadà                             | 23.95 |       |
| 41 | 5    | 7      | Teófilo Ferreira     | Brasil                             | 24.13 |       |
| 41 | 6    | 8      | Musa Bakare          | Nigèria                            | 24.13 |       |
| 43 | 5    | 4      | Pedro Lima           | Angola                             | 24.14 |       |
| 44 | 5    | 1      | Geribryan Mewett     | Bermudes                           | 24.20 |       |
| 45 | 5    | 2      | Ian Steed Raynor     | Bermudes                           | 24.23 |       |
| 46 | 3    | 5      | Ivor Le Roux         | Zimbàbue                           | 24.32 |       |
| 47 | 4    | 1      | Toshiaki Kurasawa    | Japó                               | 24.61 |       |
| 48 | 4    | 3      | Laurent Alfred       | I. Verges Nord-americanes          | 24.66 |       |
| 49 | 1    | 7      | Mouhamed Diop        | Senegal                            | 24.69 |       |
| 50 | 6    | 6      | Frank Leskaj         | Albània                            | 24.72 |       |
| 51 | 4    | 8      | Rhoderick McGown     | Zimbàbue                           | 24.75 |       |
| 52 | 4    | 6      | Patrick Sagisi       | Guam                               | 24.78 |       |
| 53 | 5    | 8      | Marc Verbeeck        | Bèlgica                            | 24.85 |       |
| 54 | 2    | 4      | Adrian Romero        | Guam                               | 25.12 |       |
| 55 | 3    | 4      | Plutarco Castellanos | Hondures                           | 25.27 |       |
| 56 | 4    | 2      | Kenneth Yeo          | Singapur                           | 25.29 |       |
| 57 | 1    | 2      | Bruno N'Diaye        | Senegal                            | 25.35 |       |
| 58 | 2    | 3      | Ivan Roberts         | Seychelles                         | 25.44 |       |
| 59 | 3    | 3      | Wu Tat Cheung        | Hong Kong                          | 25.45 |       |
| 60 | 3    | 2      | Andrés Sedano        | Guatemala                          | 25.53 |       |
| 61 | 3    | 6      | Émile Lahoud         | Líban                              | 25.76 |       |
| 62 | 2    | 5      | Mohamed Bin Abid     | Emirats Àrabs Units                | 25.79 |       |
| 63 | 3    | 1      | Gustavo Bucaro       | Guatemala                          | 25.84 |       |
| 64 | 3    | 7      | Ahmad Faraj          | Emirats Àrabs Units                | 25.91 |       |
| 65 | 2    | 7      | Carl Probert         | Fiji                               | 26.31 |       |
| 66 | 2    | 2      | Filippo Piva         | San Marino                         | 26.41 |       |
| 67 | 2    | 6      | Roberto Pellandra    | San Marino                         | 26.51 |       |
| 68 | 2    | 1      | Kenny Roberts        | Seychelles                         | 26.78 |       |
| 69 | 1    | 1      | Gilles Coudray       | Congo                              | 28.11 |       |
| 70 | 1    | 4      | Foy Gordon Chung     | Fiji                               | 28.75 |       |
| 71 | 1    | 5      | Ahmed Imthiyaz       | Maldives                           | 29.27 |       |
| 72 | 1    | 3      | Mohamed Rasheed      | Maldives                           | 30.37 |       |
| 73 | 5    | 6      | Yves Clausse         | Luxemburg                          | DSQ   |       |
| 73 | 4    | 5      | José Mossiane        | Moçambic                           | DSQ   |       |
| 73 | 4    | 4      | Tsutomu Nakano       | Japó                               | DSQ   |       |
| 76 | 9    | 7      | Joakim Holmqvist     | Suècia                             | DNS   |       |

### Finals

#### Final B
| Classificació | Lane | Nom                | Nacionalitat | Temps | Notes |
| ------------- | ---- | ------------------ | ------------ | ----- | ----- |
| 9             | 2    | Darren Lange       | Austràlia    | 22.69 |       |
| 10            | 4    | Raimundas Mažuolis | Lituània     | 22.71 |       |
| 11            | 5    | Mark Pinger        | Alemanya     | 22.88 |       |
| 11            | 6    | Pär Lindström      | Suècia       | 22.88 |       |
| 13            | 1    | Gustavo Borges     | Brasil       | 23.01 |       |
| 14            | 3    | René Gusperti      | Itàlia       | 23.04 |       |
| 15            | 7    | Angus Waddell      | Austràlia    | 23.06 |       |
| 16            | 8    | Dano Halsall       | Suïssa       | 23.18 |       |

#### Final A
| # | Lane | Nom                 | Nacionalitat   | Temps | Notes |
| - | ---- | ------------------- | -------------- | ----- | ----- |
| 1 | 4    | Alexandre Popov     | Equip Unificat | 21.91 | OR    |
| 2 | 5    | Matt Biondi         | Estats Units   | 22/09 |       |
| 3 | 3    | Tom Jager           | Estats Units   | 22.30 |       |
| 4 | 2    | Peter Williams      | Sud-àfrica     | 22.50 |       |
| 4 | 1    | Christophe Kalfayan | França         | 22.50 |       |
| 6 | 8    | Mark Foster         | Gran Bretanya  | 22.52 |       |
| 7 | 6    | Gennadiy Prigoda    | Equip Unificat | 22.54 |       |
| 8 | 7    | Nils Rudolph        | Alemanya       | 22.73 |       |